# Атільйо (Пуерто-Рико)
Атільйо (ісп. Hatillo, МФА: [aˈtiʎo]) — муніципалітет Пуерто-Рико, острівної території у складі США. Заснований 30 червня 1823 року.

## Географія
Площа суходолу муніципалітету складає 109 км² (39-е місце за цим показником серед 78 муніципалітетів Пуерто-Рико).

## Демографія
Станом на 2010 рік на території муніципалітету мешкало 41 953 ос.
Динаміка чисельності населення:

## Населені пункти
Найбільші населені пункти муніципалітету Атільйо:
| Населений пункт  | Статус | Населення :   | Населення :   | Населення :   |
| Населений пункт  | Статус | на 01.04.1990 | на 01.04.2000 | на 01.04.2010 |
| ---------------- | ------ | ------------- | ------------- | ------------- |
| Каррісалес       | Селище | 1 672         | 2 556         | 2 738         |
| Корковадо        | Селище | 1 674         | 1 527         | 1 405         |
| Атільйо          | Місто  | 5 242         | 5 321         | 4 439         |
| Рафаель-Капо     | Селище | 1 933         | 1 863         | 1 700         |
| Рафаель-Гонсалес | Селище | 2 446         | 2 325         | 2 303         |